# Rose of Risør

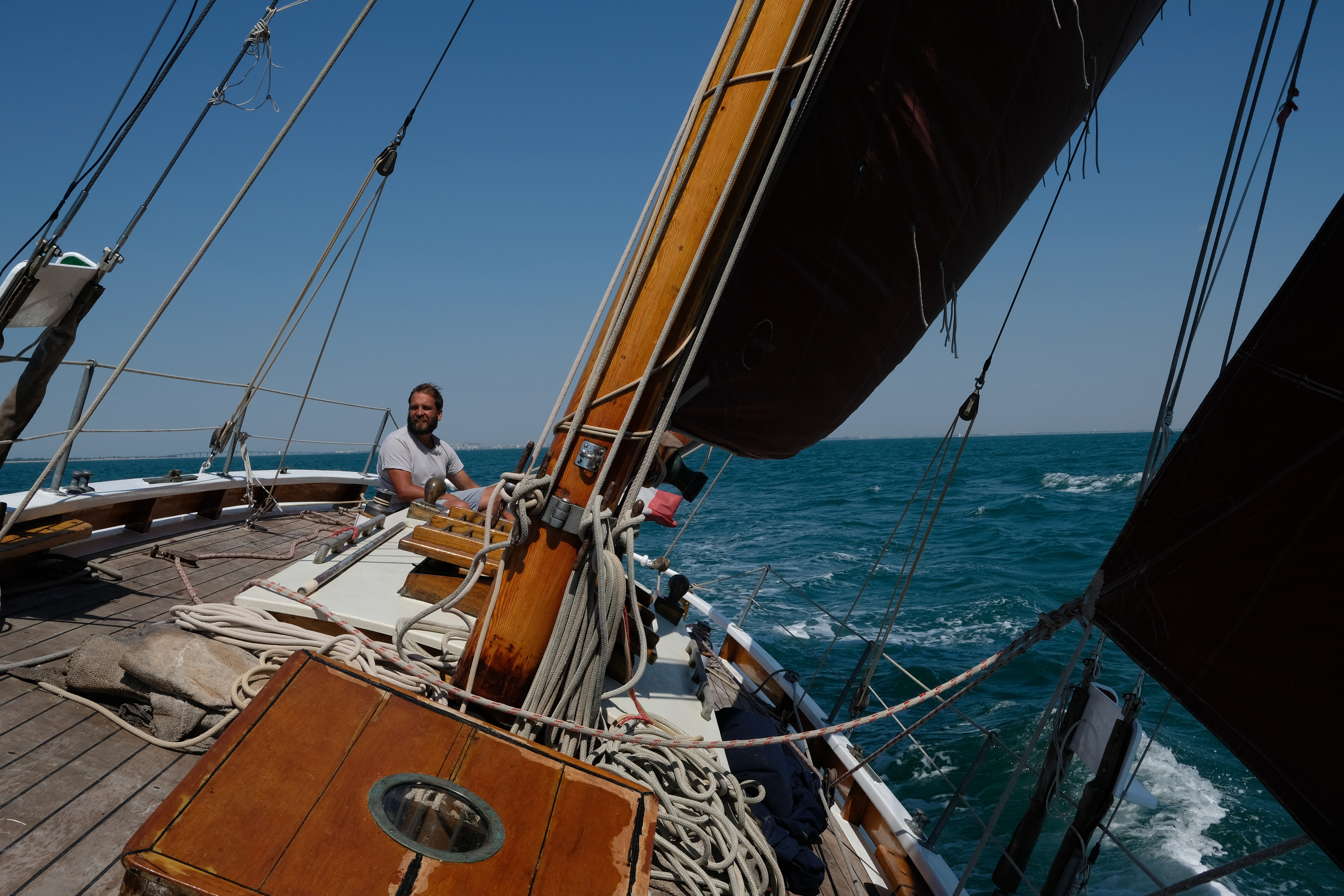
Traversee de La Rochelle a Falmouth en 2018

Le Rose of Risør est un yacht de croisière dérivé des anciens bateau-pilote et canots de sauvetage norvégiens sur des plans du célèbre architecte naval Colin Archer. 
Son port d'attache est La Rochelle en Charente-Maritime. Il est actuellement basé dans le Finistère en Bretagne. Son immatriculation est: E 61811 L. 

## Histoire
Ce yacht de croisière a été réalisé sur le chantier naval  K. Christensen & Co. à Risør en Norvège pour Mr Smyte d'Irlande et est du type Colin Archer. Il est lancé en 1931 sous le nom de Tara. 
Après la seconde guerre mondiale, on le retrouve en Belgique, sous le nom de Hown, sous le pavillon du Bruxelles Royal Yacht Club. Il change de propriétaire et de nom en devenant le Chien Vert.
En 2005, Chien Vert subit des réparations au chantier naval Yan Van Damme de Zeebruges. Puis il arrive en France, dans l'Aber Wrac'h et subit quelques réparations au chantier de l’A.J.D (Amis du Jeudi-Dimanche) du Père Jaouen. Il participe au Brest 2008.
En 2011, après avoir subi quelques travaux et reçu un moteur neuf au Chantier du Guip, il reprend son nom norvégien Rose of Risør pour être remis à l'eau le 18 mai 2012. Il rejoint Les Tonnerres de Brest 2012 avec d'autres bateaux ayant fait escale dans l'Aber-Wrac'h.
Sous l'opération de l'artiste-peintre Jean-Michel Benier, Rose of Risør passe quelques années dans le bassin du musée maritime de La Rochelle avec d'autres yachts associés au musée. 
Rose of Risør change d'armateur en 2018, lorsque architecte-designer et coureur sur la classe '14 pieds International' Hugo Helene, basée en Cornouaille anglaise, prend en charge la gestion de ce beau bateau en bois. 
Entre 2020 et 2021, Rose of Risør subit des rénovations importantes avec les charpentiers de marine sur les chantiers Gweek Classic Boatyard et Butler & Co a Penpol Boatyard a quelques pas de Falmouth, Cornouailles Anglaise. Entre-elles: rafraîchissement profond de l'intérieur, réparation de poutre pourri, rénovation complète du mat, calfatage du pont, et réparation de fenêtres.
Il rejoint les Fêtes Maritimes de Douarnenez en 2022 et depuis se base à Camaret sur la presqu'île de Crozon. 